# Heinrich Wilhelm Hartwig

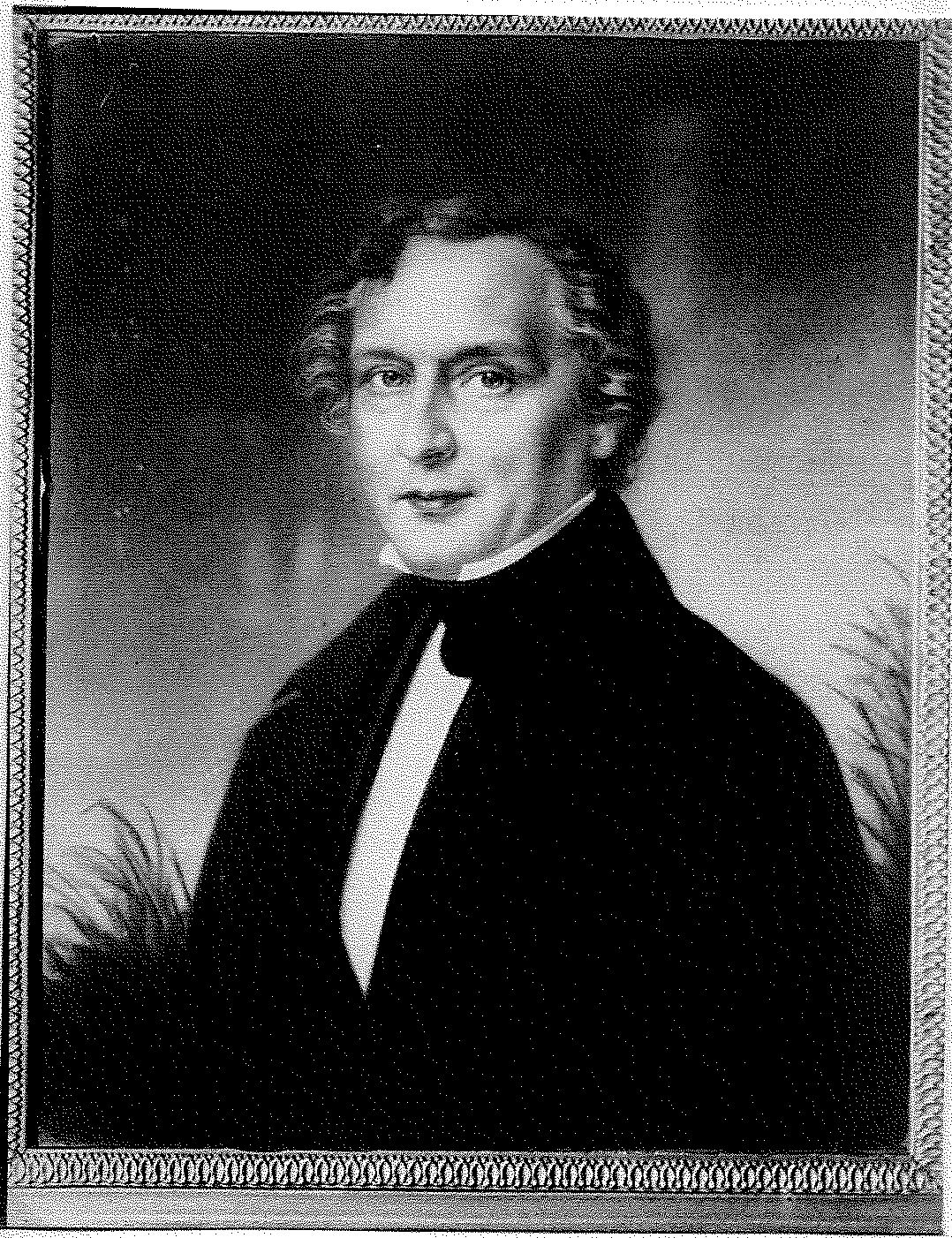
Heinrich Wilhelm Hartwig, Abfotografiertes Gemälde

Heinrich Wilhelm Hartwig (* 29. Dezember 1792 in Hofgeismar; † 1. März 1863 in Kassel) war ein deutscher Politiker und von 1848 bis zu seinem Tod Oberbürgermeister der Stadt Kassel.

## Leben
Hartwig wurde 1793 als Sohn von Johann Heinrich Hartwig (* 1760) in Hofgeismar geboren.
1816 wurde Hartwig Anwalt in Carlshafen (dem heutigen Bad Karlshafen) und später Obergerichtsanwalt in Kassel, wo er sich mit Elise Großheim (1800–1863), der Tochter des Musiklehrers Großheim, vermählte. Aus der Ehe ging ein Sohn (Ferdinand, * 15. August 1828, verheiratet mit Sophie, geb. von Leonhard, einer Enkelin des Mineralogen Karl Cäsar von Leonhard) hervor.
Im Frühjahr 1836 wählte ihn die Stadt zu einem ihrer Vertreter in das kurhessische Landesparlament. Am 7. März 1848 wurde Hartwig auf 30 Jahre zum Oberbürgermeister gewählt. Noch am gleichen Tag erhielt er von Kurfürst Wilhelm II. die landesherrliche Bestätigung als Oberbürgermeister der Residenzstadt.
Im Kampf um die Errungenschaften der Deutschen Revolution von 1848/49 schloss sich Hartwig im September 1850 der Politik der Steuerverweigerung an, mit der Landtag und Behörden dem reaktionär agierenden Kurfürsten und dessen Chefminister Ludwig Hassenpflug entgegentreten wollten. Als auch noch fast das gesamte kurhessische Offizierskorps sich verweigerte (Kurhessischer Verfassungskonflikt), floh der Kurfürst aus Kassel. Doch wenige Monate später kehrte er mit Hilfe von Bundestruppen nach Kassel zurück. Diese Besatzungstruppen, die sogenannten Strafbayern, wurden nicht in Kasernen untergebracht, sondern in Privathäusern einquartiert, und zwar vorzugsweise bei politisch fortschrittlichen Bürgern. So bekam Hartwig als Exponent einer vom Kurfürsten unerwünschten politischen Richtung in seine Dienstwohnung im Rathaus in der Oberen Karlsstraße eine Einquartierung von 28 bayerischen Soldaten, die er zudem vier Wochen lang zu verpflegen hatte. Außerdem verurteilte ihn ein Kriegsgericht zu drei Monaten Festungshaft, die er – als amtierender Oberbürgermeister – im Jahre 1851 in der Festung Spangenberg verbüßte.

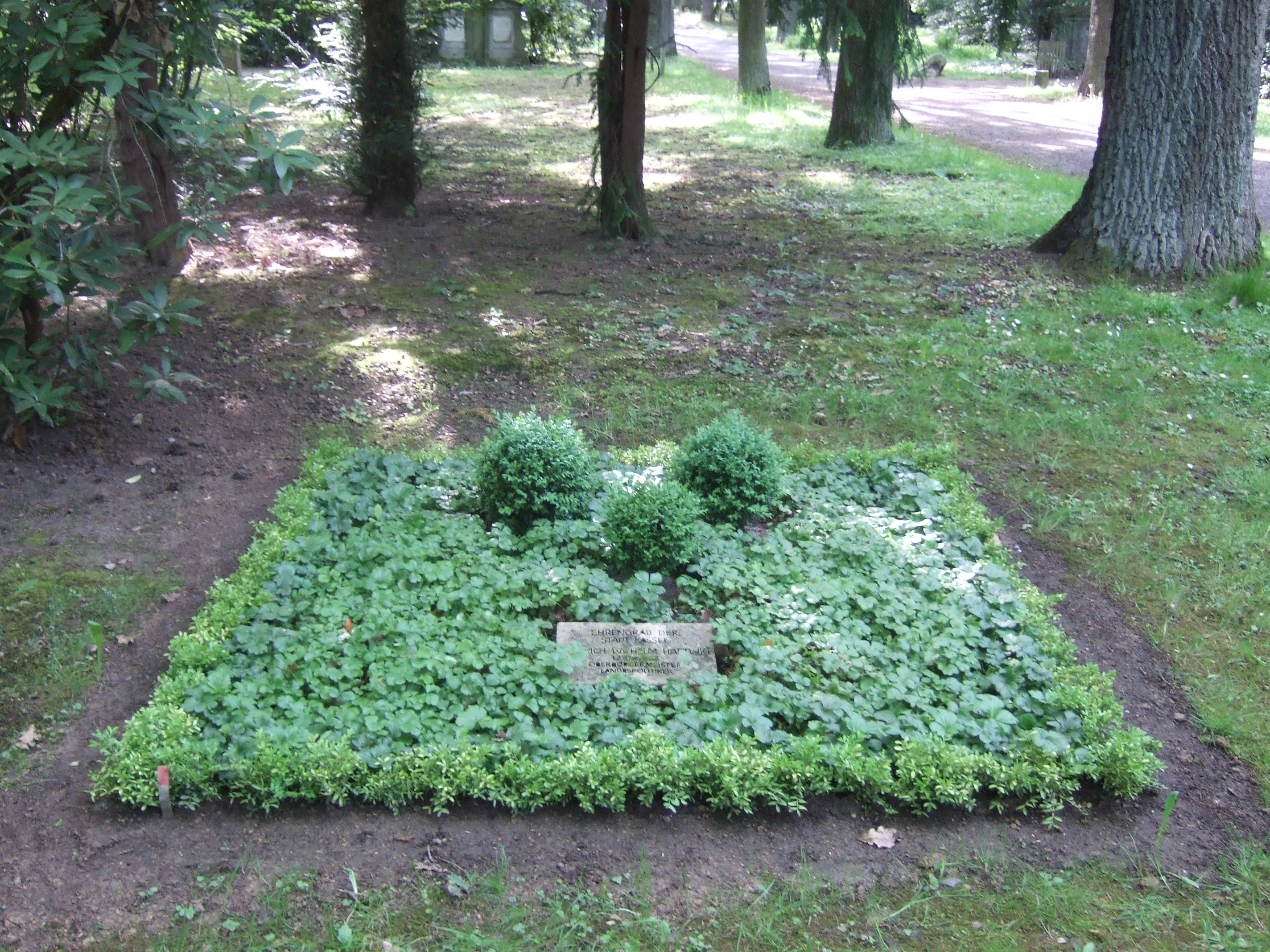
Grab von Heinrich Hartwig auf dem Hauptfriedhof in Kassel

Am 10. Dezember 1851, nach vollständig abgesessener Haftstrafe, konnte Hartwig die Festung Spangenberg wieder verlassen. Eine öffentliche Empfangsfeier auf den Straßen von Kassel hatten die kurfürstlichen Behörden verboten. Doch begrüßten ihn die städtischen Gremien im festlich geschmückten Rathaussaal und überreichten ihm einen silbernen Becher mit der Inschrift:
"Ihrem Oberbürgermeister H.W. Hartwig, dem Märtyrer der gerechten Sache, nach dreimonatlicher Festungshaft

Der Stadtrath und Bürgerausschuss von Kassel den 10. Dec. 1851"
Als die Staatsregierung davon erfuhr, ließ sie nach dem Becher fahnden. Haussuchungen und Vernehmungen wurden durchgeführt und eine förmliche Untersuchung eingeleitet, jedoch ohne Erfolg. Danach blieb Oberbürgermeister Hartwig sozusagen unbeschadet im Amt und setzte sich bis zu seinem Tod im Jahre 1863 für die Belange der Stadt ein.
Ab 1860 stritt er auch als Landtagsabgeordneter wieder für die Herstellung früherer Verfassungsverhältnisse. Hartwigs langjähriger liberaler Mitstreiter, Landtagspräsident Friedrich Nebelthau, würdigte in einem Nachruf vor dem Landtag die außergewöhnlichen Verdienste dieses Mannes. Besonders betonte Nebelthau die Charakterstärke und Zivilcourage, mit der Hartwig trotz persönlicher Verfolgung lebenslang für freiheitlich-demokratische Ideen gekämpft habe.